# Аринская волость
Аринская волость — административная единица в составе Свияжского уезда Казанской губернии. Волость существовала до 1781 года.

## История
По сведениям 1638 года в волость входили селения Васюково, Алменево, Уроспогино, Семенчино, Юмашево, Белая Воложка Атиково, Яушево, Ходарово, Камышилги, Белая Воложка Киксары, Амалыково, Урмар, Кумилли, Бакырчеево, Кугушево, Чюрино, Янишево .
По данным II ревизии 1747 г., в волости числились населённые пункты:
| Название                   | Совр. название                           | Совр. расположение |
| -------------------------- | ---------------------------------------- | ------------------ |
| Айдарова                   | Айдарово                                 | Зеленодольский     |
| Кугушева                   | Кугушево                                 | Зеленодольский     |
| Кугеева                    | Кугеево                                  | Зеленодольский     |
| Бакарчей                   | Бакрчи                                   | Зеленодольский     |
| Сюнчелеева                 | Сюнчелеево                               | Зеленодольский     |
| Васякова                   | Васюково                                 | Зеленодольский     |
| Распугина                  | Верхние Ураспуги Нижние Ураспуги         | Зеленодольский     |
| Тогаева                    | Тугаево                                  | Зеленодольский     |
| Янгильдина                 | Янгильдино                               | Козловский         |
| Семенчина                  | Семенчино                                | Козловский         |
| Альменева                  | Альменево                                | Козловский         |
| Старые Курбаши             | Старая Буа                               | Кайбицкий          |
| Баймурзина                 | Баймурзино                               | Кайбицкий          |
| Новоя Байбатырева          | Новое Байбатырево                        | Яльчикский         |
| Сабанчина                  | Сабанчино                                | Яльчикский         |
| Байберина                  | Аранчеево                                | Яльчикский         |
| Избахтина                  | Избахтино                                | Яльчикский         |
| Чурина                     | ныне существует                          | Красноармейский    |
| Новоя Исакова              | Новое Исаково                            | Урмарский          |
| Тинсарина Урмары тож       | Старые Урмары                            | Урмарский          |
| Тинсарина Малые Урмары тож | ныне существует (в составе д. Кудеснеры) | Урмарский          |
| Ковали                     | Ковали                                   | Урмарский          |
| Муратова                   | Старое Муратово                          | Урмарский          |
| Юмашева                    | Буинск                                   | Урмарский          |
| Новая Бахтеева             | Батеево                                  | Урмарский          |
| Большая Яушева             | Большие Яуши                             | Вурнарский         |
| Степная Яушева             | Малые Яуши                               | Вурнарский         |
| Янишева                    | Янишево                                  | Вурнарский         |
| Кумели Ямашева             | Кумель-Ямаши                             | Вурнарский         |
| Белая Волошка              |                                          |                    |
| Белая Волошка Антикова     | Аттиково                                 | Козловский         |
| Белая Волошка Кинсары тож  | Белая Воложка                            | Яльчикский         |
| Белая Волошка Альчикова    |                                          |                    |
| Новоя Чурашова             | Новое Чурашево                           | Ибресинский        |
| Айтуганова                 |                                          |                    |
| Ишина                      |                                          |                    |

По данным III ревизии 1762 г., в волости числились населённые пункты:
| Название                   | Совр. название                           | Совр. расположение |
| -------------------------- | ---------------------------------------- | ------------------ |
| Айдарова                   | Айдарово                                 | Зеленодольский     |
| Кугушева                   | Кугушево                                 | Зеленодольский     |
| Кугеева                    | Кугеево                                  | Зеленодольский     |
| Сюнчелеева                 | Сюнчелеево                               | Зеленодольский     |
| Васякова                   | Васюково                                 | Зеленодольский     |
| Ураспугина                 | Верхние Ураспуги Нижние Ураспуги         | Зеленодольский     |
| Тогаева                    | Тугаево                                  | Зеленодольский     |
| Янгильдина                 | Янгильдино                               | Козловский         |
| Семенчина                  | Семенчино                                | Козловский         |
| Альменева                  | Альменево                                | Козловский         |
| Старые Курбаши             | Старая Буа                               | Кайбицкий          |
| Баймурзина                 | Баймурзино                               | Кайбицкий          |
| Новоя Байбатырева          | Новое Байбатырево                        | Яльчикский         |
| Сабанчина                  | Сабанчино                                | Яльчикский         |
| Банберина                  | Аранчеево                                | Яльчикский         |
| Бахтина                    | Избахтино                                | Яльчикский         |
| Еметеева                   | Эмметево                                 | Яльчикский         |
| Новоя Исакова              | Новое Исаково                            | Урмарский          |
| Тинсарина Урмары тож       | Старые Урмары                            | Урмарский          |
| Тинсарина Малые Урмары тож | ныне существует (в составе д. Кудеснеры) | Урмарский          |
| с. Архангельское Ковали    | Ковали                                   | Урмарский          |
| Муратова                   | Старое Муратово                          | Урмарский          |
| Юмашева                    | Буинск                                   | Урмарский          |
| Новая Бахтеева             | Батеево                                  | Урмарский          |
| с. Воскресенское Анчиково  | Старая Тюрлема                           | Урмарский          |
| Большая Яушева             | Большие Яуши                             | Вурнарский         |
| Малая Яушева               | Малые Яуши                               | Вурнарский         |
| Янишева                    | Янишево                                  | Вурнарский         |
| Кумели Ямашева             | Кумель-Ямаши                             | Вурнарский         |
| с. Преображенское Атыково  | Аттиково                                 | Козловский         |
| Белая Воложка              |                                          |                    |
| Белая Воложка Камышелга    | Аксу                                     | Буинский           |
| Камышелга                  | Аксу                                     | Буинский           |
| Чурашева                   | Новое Чурашево                           | Ибресинский        |
| Новая Иллея                |                                          |                    |
| Черки                      |                                          |                    |
| Степная                    |                                          |                    |
| Кибечева                   |                                          |                    |
| Янтуганова                 |                                          |                    |

Так же в волости числилась  д. Старые Чукалы